# Леди Джессика
Леди Джессика (10 154 — 10 256 A.G.) — персонаж вселенной Дюны Фрэнка Герберта, впервые появляется в романе «Дюна» (1965), где является одним из ключевых героев. Наложница герцога Лето I Атрейдеса, мать главного героя романа Пола Атрейдеса, более известного как Муад’Диб, представительница ордена Бене Гессерит, обладающая редкой красотой, навыками борьбы, гипноза, манипулирования людьми и проницательностью. Также играет важную роль в третьем романе цикла «Дети Дюны» (1976).

## Биография

### В романе «Дюна»
Из первого романа читатель узнает, что леди Джессика была рождена неизвестными ей родителями как часть селекционной программы ордена Бене Гессерит. Она была взращена, чтобы стать главной наложницей герцога Лето Атрейдеса. Её проинструктировали рожать ему только дочерей. (Одна из них должна была бы соединиться с племянником Владимира Харконнена, Фейд-Раутой Харконненом, и от этой связи появился бы Квисатц Хадерах).
Но Джессика из любви к герцогу нарушила инструкции и родила ему сына, Пола («преступление Джессики»), и Квисатц Хадерах появился, таким образом, поколением раньше задуманного. Но, к расстройству Бене Гессерит, они не смогли взять его под контроль.
Роман начинается с появления преподобной матери Гайи Хелены Мохийам, бывшей наставницы Джессики (Джессика с 14 лет была её служанкой), все ещё расстроенной нарушением Джессики. Преподобная мать прибывает на Каладан, чтобы познакомиться с 15-летним Полом Атрейдесом и проверить его. Она понимает, что Джессика обучила сына многим тайным знаниям ордена. Через некоторое время весь дом Атрейдесов переезжает на новую планету, отданную им падишах-императором Шаддамом IV — Арракис (Дюна). Но там они попадают в ловушку и становятся жертвой своих смертельных врагов — дома Харконненов, с которыми падишах-император вступил в сговор. Герцога Лето убивают, Джессика с сыном скрывается в пустыне, в результате чего их считают погибшими. Считается, что дом Атрейдесов уничтожен. В момент бегства Джессика беременна своим вторым ребёнком дочерью Алией.
В пустыне Арракиса сын с матерью сталкиваются с местными жителями — воинами-фременами, приспособленными к выживанию в пустынных условиях. Благодаря легендам, рассеянным бене-гесеритской Missionaria Protectiva, они принимают Пола и Джессику как грядущего спасителя и его мать. Он становится членом их народа, а Джессика — преподобной матерью племени. Для этого ей приходится пережить спайсовую агонию, после чего она приобретает память всех своих предков по женской линии. (Одновременно ту же память приобретает зародыш в её чреве). Также выясняется, что человеком, от которого мать Джессики зачала её, был злейший враг Атрейдесов — барон Владимир Харконнен, которого, несмотря на его гомосексуальные пристрастия, соблазнила сама Гайя Хелена Мохийам.

### В романе «Мессия Дюны»
Джессика практически не фигурирует во втором романе серии. Упоминается, что она вернулась на Каладан, влажную планету, где Атрейдесы жили много поколений до того, как переехали на Арракис. Можно также сделать вывод, что Джессика вернулась в Бене Гессерит, а также что она и Гурни Халлек, старый лейтенант её мужа, стали любовниками.

### В романе «Дети Дюны»
В третьем романе цикла Джессика возвращается на Арракис, чтобы взглянуть на своих внуков, детей погибшего Пола, близнецов Лето и Ганиму, и понять, можно ли их взять под контроль ордена Бене Гессерит. Лето благодаря своим способностям узнаёт имя биологической матери Джессики — Танидия Нерус.
Поняв, что Алия целиком захвачена проснувшимися в ней воспоминаниями деда, Владимира Харконнена, который управляет её поступками, Джессика, выжив в покушении, улетает в пустыню в сьетч к Стилгару. На Арракисе вспыхивает гражданская война, которую поднимают фримены, восставшие против озеленения планеты, начатого Пардотом Кайнзом. Муж Алии, гхола Дункана Айдахо, также понимает, что Алия одержима. Когда она отдаёт ему инструкции по исчезновению Джессики, Дункан похищает леди Джессику по приказу Проповедника, мистической фигуры из пустыни, в которой некоторые подозревают Пола Атрейдеса, пропавшего без вести. Дункан отвозит её на Салузу Секундус, обиталище изгнанного дома Коррино и императора Шаддама IV, где, по приказу Проповедника, Джессика занимается обучением принца Фарад’на Коррино. Она учит его путям Бене Гессерит. В конце романа принц становится неофициальным мужем Ганимы.
Согласно «Приложению IV: Альманах Эн-Ашраф» леди Джессика скончалась на 102 году жизни.

### В продолжении цикла Герберта-Андерсона
В приквелах «Дюны», написанных сыном Фрэнка Герберта Брайаном в соавторстве с Кэвином Андерсоном, раскрываются обстоятельства зачатия, рождения и юности Джессики. Указывается, что матерью Джессики была преподобная мать Гайя Хелена Мохийам (авторы сиквела отмечают, что они нашли указание на подобную идею в заметках Фрэнка Герберта).
Персонаж появляется в качестве гхолы в книгах «Охотники Дюны» (2006) и «Песчаные черви Дюны» (2007).

## Анализ образа
В образе леди Джессики, созданном Гербертом, прослеживается несколько различных влияний:
- Леди Джессика — член ордена Бене Гессерит, что дало ей хладнокровие, навыки преподавания, манипулирования людьми, интриг, а также включило её в закрытую сеть взаимоподдержки.

## В кинематографе
- «Дюна» (1984) — Франческа Аннис
- «Дюна» (2000) — Саския Ривз
- «Дети Дюны» (2003) — Элис Криге
- «Дюна» (2021) — Ребекка Фергюсон
- «Дюна: Часть вторая» (2024) — Ребекка Фергюсон